# Donovan Blake
Donovan Livingston Blake (Jamaica, 4 de dezembro de 1961) é um ex-jogador de críquete jamaicano, naturalizado americano.
Blake foi jogador da Seleção de Críquete dos Estados Unidos.